# Estación Altamirano
Altamirano es una estación ferroviaria ubicada en la localidad de Altamirano, en el partido de Brandsen, Provincia de Buenos Aires, Argentina.

## Servicios
Es una estación intermedia de los servicios locales que se brindan entre Alejandro Korn y Chascomús de la Línea General Roca.
Sus vías e instalaciones están a cargo de la empresa estatal Trenes Argentinos Operaciones.
Desde esta estación parte el ramal a Las Flores el cual no tiene actividad desde el mes de abril de 2005.

## Ubicación
Está ubicada a 87 km de la estación Constitución.